# Kowalewko-Folwark
Kowalewko-Folwark – osada w Polsce położona w województwie kujawsko-pomorskim, w powiecie nakielskim, w gminie Kcynia.

## Podział administracyjny
W latach 1975–1998 miejscowość administracyjnie należała do województwa bydgoskiego.

## Demografia
Według Narodowego Spisu Powszechnego (III 2011 r.) liczyła 55 mieszkańców. Jest 40. co do wielkości miejscowością gminy Kcynia.

## Znane osoby
We wsi Kowalewko-Folwark urodził się Mieczysław Rakowski – polski polityk komunistyczny, premier PRL w latach 1988–1989, poseł na Sejm PRL VI, VII, VIII i IX kadencji, ostatni I sekretarz KC PZPR.

## Położenie
Przez miejscowość przepływa Dębogórska Struga. Przy przystanku PKS 50 m w lewo, znajduje się nieczynny młyn wodny. Z drugiej strony mostu na Dembogórskiej Strudze, w lewo wzdłuż drogi ostro pod górę, na wierzch moreny prowadzi aleja lipowa do Sipior.

## Historia
Pierwsza wzmianka w dokumentach: Księga grodzka Kcynia 128